# Numb (canción de U2)
"Numb" es la tercera pista de su álbum Zooropa de 1993 y fue lanzado en junio de 1993 como el primer sencillo del álbum. La canción presenta un mantra monótono de órdenes de "no hacer" pronunciadas por el guitarrista The Edge en medio de un telón de fondo de varios efectos de sonido y samples. La ruidosa composición y el concepto lírico de "Numb" se inspiraron en el tema de la sobrecarga sensorial, que se había incorporado de manera destacada en el Zoo TV Tour. El cantante Bono y el baterista Larry Mullen Jr. participan con coros en la pista.
"Numb" se originó como una canción descartada de las sesiones de grabación de Achtung Baby llamada "Down All the Days". Mientras grababa Zooropa, la banda transformó la canción con la ayuda de mezcla del coproductor Flood, la adición de teclados y samples del coproductor Brian Eno y la adición de la voz monótona de Edge. La canción fue lanzada como sencillo VHS, con videos musicales dirigidos por Kevin Godley y Emergency Broadcast Network, respectivamente, pero no logró un éxito comercial generalizado. U2 agregó "Numb" a sus listas de canciones en vivo después de reanudar su gira Zoo TV en mayo de 1993, pero como la mayoría de las canciones de Zooropa, nunca se ha tocado en vivo desde el final de esa gira.

## En directo
La canción debutó en directo en la 4ª manga de la gira Zoo TV Tour en 1993, y se mantuvo en el repertorio hasta el final de la gira. Después el grupo nunca más la ha vuelto a tocar en vivo.

## Lista de canciones
- "Numb" (4:18) [Video]
- "Numb" (Video Remix) (4:52) [Video]
- "Love Is Blindness" (4:23) [Video]

Esta es la lista de canciones para toda realización en VHS.

## Personal
- The Edge - guitarra eléctrica, voz, sintetizador
- Bono - segunda voz
- Adam Clayton - bajo eléctrico
- Larry Mullen Jr. - batería, coros, percusión
- Brian Eno - sintetizador, sampler

## Charts
| Año  | Sencillo | Chart                     | Posición |
| ---- | -------- | ------------------------- | -------- |
| 1993 | "Numb"   | Australian Singles Chart  | #7       |
| 1993 | "Numb"   | US Modern Rock Tracks     | #2       |
| 1993 | "Numb"   | US Mainstream Rock Tracks | #18      |
| 1993 | "Numb"   | US Top 40 Mainstream      | #39      |

- Datos: Q2301281